# Форестдейл (Алабама)
Форестдейл (англ. Forestdale) — переписна місцевість (CDP) в США, в окрузі Джефферсон штату Алабама. Населення — 10 409 осіб (2020).

## Географія
Форестдейл розташований за координатами 33°34′27″ пн. ш. 86°54′0″ зх. д. / 33.57417° пн. ш. 86.90000° зх. д. (33.574061, -86.899900).  За даними Бюро перепису населення США в 2010 році переписна місцевість мала площу 17,77 км², уся площа — суходіл.

## Демографія
Згідно з переписом 2010 року, у переписній місцевості мешкали 10 162 особи в 3963 домогосподарствах у складі 2834 родин. Густота населення становила 572 особи/км².  Було 4365 помешкань (246/км²).
Расовий склад населення:
| - 71,4 % — чорних або афроамериканців - 26,2 % — білих - 0,2 % — корінних американців - 0,2 % — азіатів |

До двох чи більше рас належало 1,0 %. Частка іспаномовних становила 1,4 % від усіх жителів.
За віковим діапазоном населення розподілялося таким чином: 23,2 % — особи молодші 18 років, 62,1 % — особи у віці 18—64 років, 14,7 % — особи у віці 65 років та старші. Медіана віку мешканця становила 40,9 року. На 100 осіб жіночої статі у переписній місцевості припадало 86,8 чоловіків;  на 100 жінок у віці від 18 років та старших — 82,8 чоловіків також старших 18 років.
Середній дохід на одне домашнє господарство  становив 57 124 долари США (медіана — 48 654), а середній дохід на одну сім'ю — 64 112 долари (медіана — 54 503). Медіана доходів становила 41 896 доларів для чоловіків та 35 000 доларів для жінок. За межею бідності перебувало 17,0 % осіб, у тому числі 34,8 % дітей у віці до 18 років та 8,0 % осіб у віці 65 років та старших.
Цивільне працевлаштоване населення становило 4162 особи. Основні галузі зайнятості: освіта, охорона здоров'я та соціальна допомога — 30,7 %, фінанси, страхування та нерухомість — 12,8 %, роздрібна торгівля — 9,6 %, транспорт — 8,9 %.